# Казов, Айдар Абаевич
Айдар Абаевич Казов (каз. Айдар Абайұлы Қазов; род. 25 мая 1993 года) — казахстанский тяжелоатлет.

## Карьера
Тренируется у Эрика Алибаева и Даулета Адильгазина.
На юношеском чемпионате мира 2012 года в категории до 69 кг стал шестым, показав результат 125 + 162 = 287 кг.
В июле 2013 года на чемпионате Азии среди юниоров в Бишкеке в весовой категории до 77 кг Айдар с результатом 179 кг стал первым в поднятии штанги «толчком», а в «рывке» показал третий результат (135 кг). Таким образом, с результатом 314 кг в общем зачете Казов завоевал бронзу. Но позже из-за результатов допинг-проб Айдар был дисквалифицирован/
Чемпион Азии 2015 года в категории до 77 кг. Результат 156 кг в рывке + 194 кг в толчке позволил Айдару с суммой 350 кг за счёт меньшего личного веса стать первым.
Бронзовый призёр Кубка мира 2015 года с результатом 155 + 192 = 347.
На чемпионате мира 2015 года результат 152 + 194 = 344 позволил стать девятым в категории до 77 кг.